# Liga a V-a Arad
Liga a V-a Arad este a doua competiție fotbalistică din județul Arad organizată de Asociația Județeană de Fotbal (AJF) Arad și este al cincilea eșalon al sistemului de ligi al fotbalului românesc. Competiția este formată din trei serii a câte 10 echipe fiecare, dar numărul echipelor participante este variabil și depinde de numărul de echipe retrogradate din Liga a IV-a Arad, de numărul de de echipe promovate din Liga a VI-a Arad sau al numărului de echipe nou înscrise.

## Lista echipelor câștigătoare
| Sezonul   | Seria I             | Seria II            | Seria III            |
| --------- | ------------------- | ------------------- | -------------------- |
| 2015–2016 | ACS Dorobanți       | CS Socodor          |                      |
| 2016–2017 | Victoria Nădlac     | Crișul Alb Buteni   |                      |
| 2017–2018 | Speranța Turnu      | Podgoria Pâncota    |                      |
| 2018–2019 | Semlecana Semlac    | CS Beliu            |                      |
| 2019–2020 | Șoimii Lipova II    | Viitorul Șepreuș    |                      |
| 2020–2021 | Nu s-a disputat     | Nu s-a disputat     | Nu s-a disputat      |
| 2021–2022 | Șoimii Lipova II    | Viitorul Arad       | Avântul Târnova      |
| 2022–2023 | Athletico Vinga     | Păulișana Păuliș II | Național Sebiș       |
| 2023–2024 | Progresul Pecica II | Frontiera Pilu      | Crișul Chișineu-Criș |
| 2024–2025 |                     |                     |                      |

1. ↑  Sezonul 2020–21 nu s-a disputat din cauza Pandemiei de COVID-19 din România.